# スリランカ放送協会

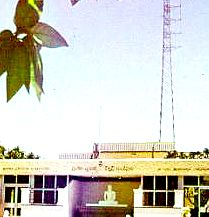
SLBC本社

スリランカ放送協会（スリランカほうそうきょうかい、シンハラ語: ශ්‍රී ලංකා ගුචන් චිදුලි සංස්ථාච, Shrī Lankā Guvan Viduli Sansthāva、タミル語: இலங்கை ஒலிபரப்புக் கூட்டுத்தாபனம், Ilangkai Oliparappuk Kūṭṭuttāpaṉam）は、スリランカの国営放送団体で、同国でテレビ事業を行う「SLRC」とラジオ事業を行う「SLBC」がある。ラジオ放送は、国内向けの放送のほかにアジア周辺諸国に向けた国際放送の事業も行っている。

## 概要
かつては1971年から1989年に日本語番組も日本向けに行われていた。日本語放送のアナウンサーになるには現地の言語であるシンハラ語の言語がわかり、なおかつ、それを日本語訳することができることが条件であった。当時、それができる日本人が現地・コロンボ在住の主婦岡田・ウィラプーラ・陽子アナウンサー1人だけだった。そのため、毎日は放送できず、当初は週1回15分→その後に1回15分の番組を週2日=30分放送することだけで結果的には精一杯だった。番組の主たる編成はスリランカの国内情勢をまとめたニュース番組だった。
だが、日本語アナウンサーは岡田1人しかいなかったため、家事の都合や病気などで出演ができない場合は当然ながら日本語放送は休止となってしまい、音楽だけが流れることもあった。
その後1989年10月、岡田の家事都合からアメリカ合衆国に移住することが決まり、日本語アナウンサーの補充も行われなかったことから、日本語放送は廃止された。